# Philodendron splitgerberi
Philodendron splitgerberi är en kallaväxtart som beskrevs av Heinrich Wilhelm Schott. Philodendron splitgerberi ingår i släktet Philodendron och familjen kallaväxter. Inga underarter finns listade.